# Praktgökbi
Praktgökbi (Nomada fucata) är en biart som beskrevs av Georg Wolfgang Franz Panzer 1798. Den ingår i släktet gökbin och familjen långtungebin. Inga underarter finns listade i Catalogue of Life.

## Beskrivning
Ett avlångt bi med svart huvud vars kinder, käkar, framkant på munskölden (clypeus) och överläpp (labrum) är orangefärgade hos honan, gula hos hanen. Mellankroppen är svart med en gul fläck upptill på den bakre delen, samt gula fläckar vid skulderhörnen och vingfästena. Antenner och ben är orange. På bakkroppen är den första tergiten rödbrun med svart framkant, och ibland hos honan även den andra, medan resten har svart grundfärg och gula band på tergiterna 2 till 6. Sterniterna på undersidan är svarta med gula fläckar. Kroppslängden är 7 till 10 mm.

## Ekologi
Praktgökbiet bygger inga egna bon, utan larven lever som boparasit hos bandsandbi, där den dödar ägget eller larven och lever på det insamlade matförrådet. 
Arten håller till i liknande habitat som värdarten, strandbranter (som backafall), sandtag, sand- och grusvallar, gräsmarker, gärna på kalkgrund, vägrenar, skogsbryn, ruderatmarker samt gräsmattor, gräsvallar, parker och trädgårdar i samhällen.
Praktgökbiet har två generationer per år: En som flyger i april och maj, samt en som flyger i juli till september. I Norden är den senare flygtiden begränsad till juni och juli. Arten besöker grunda blommor med lätt åtkomliga nektarkällor, som tussilago, maskros och vitplister.

## Utbredning
Utbredningsområdet omfattar större delen av Europa inklusive Danmark, men ej bland annat Finland eller Norge, samt österut till Pakistan, Kazakstan och Kirgizistan.
I Sverige upptäcktes arten 2001 i Klagshamn och Bunkeflostrand sydväst om Malmö i Skåne, och under de följande åren upptäcktes fler populationer på den skånska väst- och sydkusten. Redan 2005 var populationen i Klagshamn helt utrotad så när som på en hane på grund av alltför intensiv insamling. Eftersom förnyad invandring från närbelägna länder anses trolig, är arten ändå klassificerad som livskraftig ("LC") av Artdatabanken.